# Liuprando de Cremona
Liuprando de Cremona (Liutprand ou Liudprand; em latim: Liu(t)prandus Cremonensis; c. 922-972) foi um historiador dos longobardos e bispo de Cremona, nascido no início do século X numa família nobre.
Em 931, entrou para o serviço de Hugo de Arles, na corte de Pavia (como rei da Itália e que se tornou notório pelo casamento com Marózia, a poderosa de Roma). Foi educado na corte e se tornou um clérigo na Catedral de Pavia. Após a morte deste em 947, Liuprando tornou-se secretário do verdadeiro governante da Itália, Berengário II, para quem foi chanceler e, então embaixador (949) na corte bizantina de Constantino VII Porfirogênito.
Após seu retorno, perdeu o favor da corte em Pavia e passou para o lado dos adversários de Berengário, o rei Otão I, que era rei de Itália após morte de Lotário de Itália em 950, e com quem ele retornou para a Itália em 961 e foi investido bispo de Cremona em 962.
Foi novamente enviado a Constantinopla, a fim de pedir ao jovem Otão (mais tarde o imperador Otão II) a mão de Teofânia Esclerina, filha do imperador bizantino Romano II.
Seu relato desta embaixada na Relatio de Legatione Constantinopolitana é talvez a descrição mais gráfica e vívida vindo da corte e da capital bizantina, no século X, embora não conta as ofensas recebidas e a dignidade ferida com uma altamente postura partidária antibizantina.

## Obras
- Antapodosis, seu rerum per Europam gestarum, Libri VI, uma narrativa histórica dos eventos, especialmente na Itália, de 887 a 949.
- Historia Ottonis, uma relato de seu patrono o imperador Oto I, que abrange o ano 960-64.
- Relatio de legatione Constantinopolitana ad Nicephorum Phocam cobrindo os anos de sua embaixada para a capital bizantina, 968-69.